# EA Sports WRC
EA Sports WRC (también conocido como WRC) es un videojuego de carreras de próxima aparición, desarrollado por Codemasters y publicado por EA Sports. Posee la licencia oficial del Campeonato Mundial de Rally y está impulsado por Unreal Engine. El lanzamiento del juego está previsto para Microsoft Windows, PlayStation 5 y Xbox Series X/S el 3 de noviembre de 2023. Es el primer juego de rally de Codemasters en tener coches con licencia oficial del WRC desde Colin McRae Rally 3 en 2002.

## Jugabilidad
EA Sports WRC contaría con un total de 78 coches de rally. 10 coches de Groups Rally son del World Rally Championship, incluidos tres vehículos de Rally1 como el Puma de M-Sport, el i20 N del Hyundai y el GR Yaris de Toyota y otros siete coches de las categorías de apoyo del Campeonato Mundial de Rally — el Campeonato Mundial de Rally-2 y el Campeonato Mundial Junior de Rally, incluido el Ford Fiesta Rally3 — así como 68 coches de rally clásicos. Los otros coches de rally incluyen Citroën Xsara WRC, Mini John Cooper Works WRC, Ford Fiesta Rally4 y Colin McRae R4, que apareció anteriormente en Dirt 3. Car Builder, que es similar a My Team de la serie F1, permitiría a los jugadores crear y personalizar sus propios coches de rally. El juego incluiría más de 200 etapas de competición arcoss 18 Rallyes WRC. El modo multijugador estaría disponible para hasta 32 jugadores multiplataforma. El modo realidad virtual también aparecería en el juego.

## Desarrollo y lanzamiento
El juego fue revelado el 5 de septiembre de 2023. Inicialmente se construyó como una secuela de Dirt Rally 2.0. Codemasters, el desarrollador de la serie F1, desarrollaría su primer videojuego WRC después de recuperar la licencia en 2020. El último juego de Codemasters con licencia WRC fue Colin McRae Rally 3 lanzado en 2002, presentando la Campeonato Mundial de Rally 2002. EA Sports involucraría y publicaría el juego después de que Electronic Arts adquiriera Codemasters en 2021. El juego está impulsado por Unreal Engine, reemplazando a Ego, que Codemasters implementó a largo plazo en su anterior título de rally, la serie Colin McRae Rally y Dirt. El juego estaría disponible para Microsoft Windows, PlayStation 5 y Xbox Series X/S el 3 de noviembre de 2023. También contaría con tres portadas, con Ford Puma Rally1 para PC, Hyundai i20 N Rally1 para Xbox y Toyota GR Yaris Rally1 para PS5.